# Mahua enervis
Mahua enervis är en bladmossart som beskrevs av William Russell Buck 1983. Mahua enervis ingår i släktet Mahua och familjen Sematophyllaceae. Inga underarter finns listade i Catalogue of Life.